# Acilius duvergeri
Acilius duvergeri (лат.) — вид полоскунов из семейства жуков-плавунцов, подсемейства Dytiscinae.

## Описание
Жуки длиной 11.0-13,5. Передняя часть надкрылий в редкой пунктировке. Субапикальная перевязь чёрная или нечёткая (у близкого вида Acilius mediatus она жёлтая). Задние бёдра и стерниты брюшка жёлтые.

## Экология
Обитает в тёплых стоячих водоёмах с обильной водной растительностью. Весной и в начале лета заселяют временные мелководные водоёмы, после их высыхания мигрируют в более крупные постоянные.

## Распространение
Распространён в Алжире, Италии, Марокко, Португалии и Испании.

## Охрана
Этот вид плавунцов занесён в список Всемирного союза охраны природы как уязвимый вид.